# Bisdom Gaylord

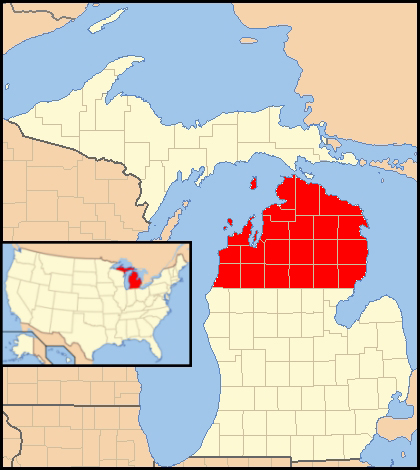
Het bisdom (rood) binnen de kerkprovincie Detroit

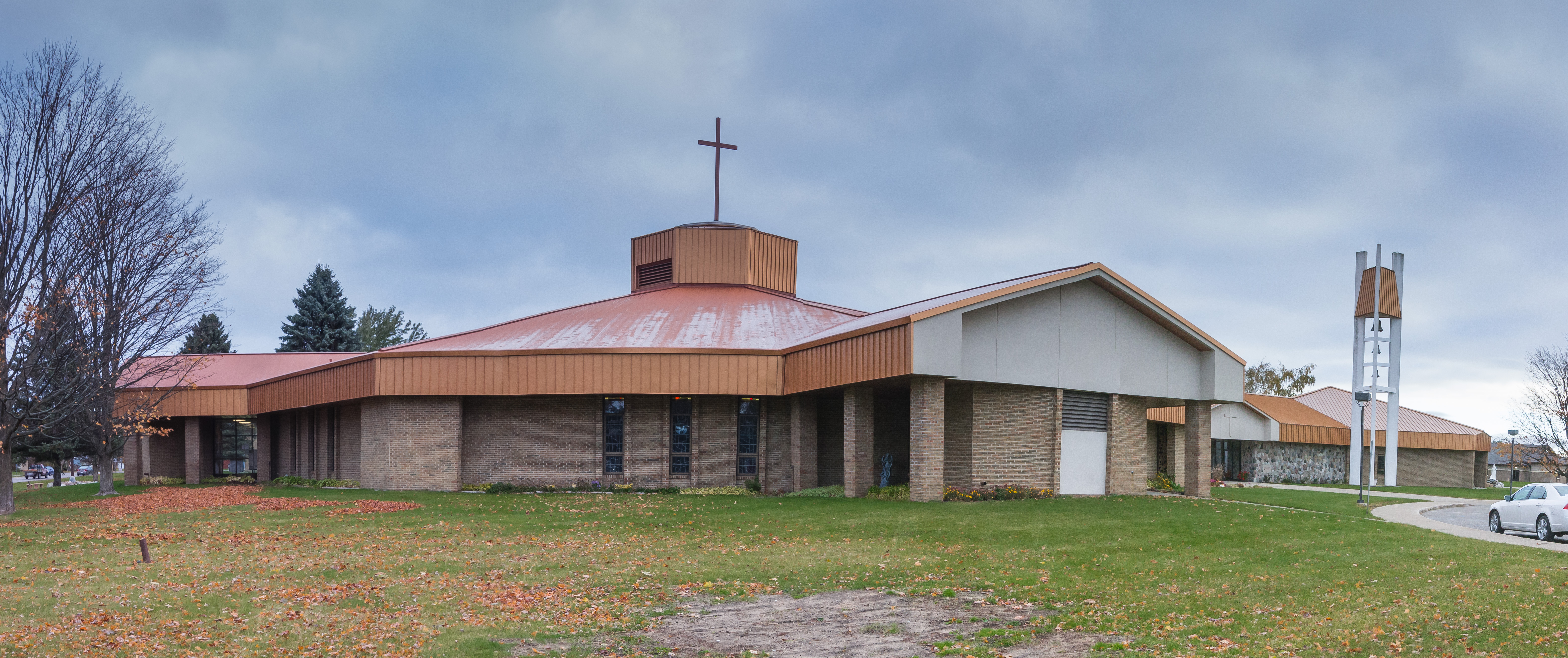
De kathedraal Our Lady of Mt. Carmel

Het bisdom Gaylord (Latijn: Dioecesis Gaylordensis) is een rooms-katholiek bisdom met als zetel Gaylord in Michigan. Het is een suffragaan bisdom van het aartsbisdom Detroit. Het bisdom werd opgericht in 1971 uit delen van de bisdommen Saginaw en Grand Rapids.
In 2019 telde het bisdom 75 parochies en 16 katholieke scholen. Het bisdom heeft een oppervlakte van 28.932 km2 en telde in 2019 569.800 inwoners waarvan 13,7% rooms-katholiek was. 

## Bisschoppen
- Edmund Casimir Szoka (1971-1981)
- Robert John Rose (1981-1989)
- Patrick Ronald Cooney (1989-2009)

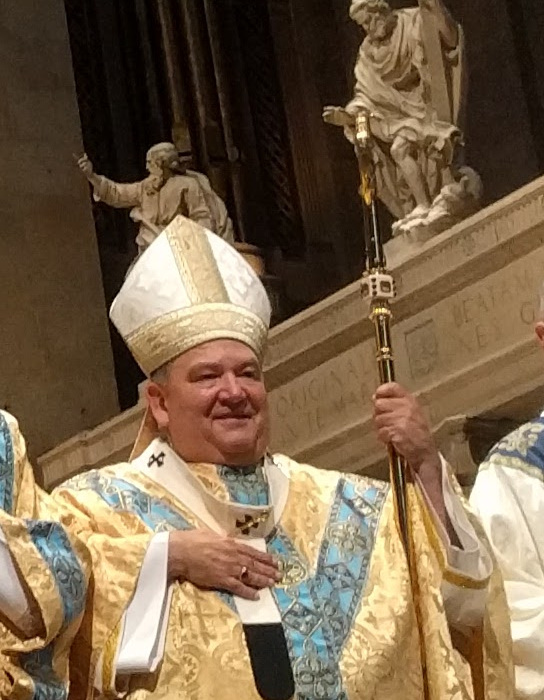
Bernard Hebda (2009-2013)
- Steven John Raica (2014-2020)
- Jeffrey Joseph Walsh (2021-)

- Bernard Hebda